# Église du château de Turku
L'église du château de Turku (en finnois : Turun linnan kirkko) est une église luthérienne située  dans le château de Turku en Finlande.

## Histoire
L'église du château de Turku est une église luthérienne située dans l'aile sud du château de Turku à l'époque de Jean III.
Elle a été inaugurée en 1706 et peut accueillir 240 personnes.
L'étage où se trouve l'église a été construit dans les années 1550 pour les besoins de Jean III,. 
L'espace s'appelait la Grande Salle et à l'époque du duc, il était utilisé comme salle de banquet. 
Comme d'autres salles de représentation ducales, la Grande Salle est lumineuse, il y a des fenêtres sur les deux longs côtés et à l'extrémité. 
Il y a eu un incendie dans le château principal en 1614, et après cela, seuls les toits d'eau et les étages intermédiaires du château ont été rénovés.  
Lorsque l'église de Sture est devenu trop exiguë pour les besoins de la congrégation, une nouvelle église a été construite dans l'ancienne salle de banquet et inaugurée en 1706, 
Des loges royales ont été ajoutées dans l'église en 1775 pour la visite du château par Gustave III et Sophie-Madeleine. 
L'église a été complètement détruite dans un incendie causé par les bombardements de la guerre de continuation en 1941 et a été restaurée dans son aspect du XVIIIe siècle. 
A notre époque, la seule chose qui reste de l'incendie est la cloche dans le coin de la porte de la sacristie, avec laquelle le prêtre appelle les fidèles pour célébrer la communion.   
La restauration de l'église après le bombardement de la guerre de continuation a été achevée en 1961. 
Elle a été reconsacrée la même année par l'archevêque Ilmari Salomies.
L'église du château est la seule des trois installations ecclésiastiques du château qui ait été achevée après la Réforme. 
L'église a été rénovée en 1990–1992.  
L'église du château possède un orgue mécanique à 18 jeux livré en 1964 par la fabrique d'orgue Marcussen & Søn.  

## Période actuelle
De nos jours, l'église est gérée par le Musée de Turku, qui la loue pour des services religieux, des concerts et d'autres événements.
L'église du château est surtout utilisée comme église de mariage et de baptême. 
L'union paroissiale de Turku et Kaarina (fi) y organise aussi des services religieux, par exemple le matin de Noël.  